# Canal 13 Valparaíso
Canal 13 Valparaíso fue la señal exclusiva para la Región de Valparaíso, Chile. Sus estudios se ubicaban en Almirante Barroso 557, Piso 22, en el Barrio El Almendral de la ciudad de Valparaíso.

## Historia

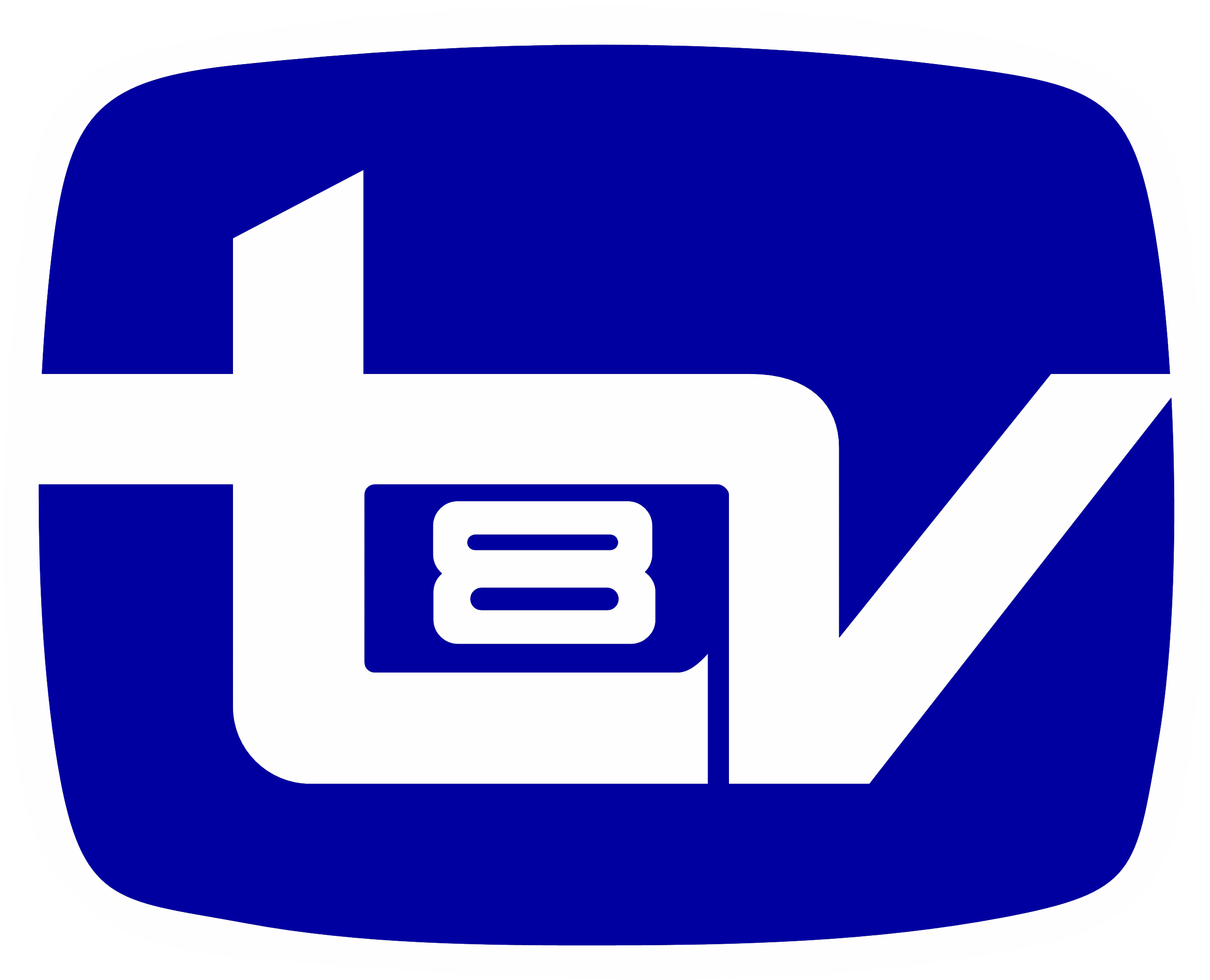
Logotipo de Canal 8 Valparaíso, 1976-1986.

Las transmisiones se iniciaron de manera experimental el 5 de noviembre de 1976, cuando el Canal 13 de Santiago instaló una antena repetidora en la ciudad de Valparaíso y comenzó a transmitir a través de la frecuencia 8, la cual hasta el 22 de febrero de 1969 perteneció a UCV Televisión. En diciembre del mismo año se iniciaron las emisiones de manera oficial. Para la llegada de la señal desde Santiago se instaló una repetidora de microondas en el cerro La Dormida, desde donde se redirigía la señal hacia la antena instalada en el sector de Agua Santa Alto, en Viña del Mar.
Ofrecía un noticiero local y publicidad en las desconexiones nacionales de Canal 13. Emite 15 minutos de noticias después de Teletrece Tarde, y 20 a 25 minutos de noticias luego de Teletrece. También durante las emisiones de las ediciones nacionales de Teletrece, también se han realizado enlaces en directo con la sede en Valparaíso, donde se repasan las principales informaciones acontecidas en la zona.
Uno de los hitos de las transmisiones locales de Canal 13 para Valparaíso fue el debate regional realizado el 18 de mayo de 2005 entre las candidatas presidenciales de la Concertación de Partidos por la Democracia, de cara a las elecciones primarias de la coalición. El evento fue transmitido por Canal 13 Valparaíso y TVN Red Valparaíso. Este debate regional fue el único que se alcanzó a realizar, ya que posteriormente la candidata del Partido Demócrata Cristiano, Soledad Alvear, retiró su candidatura, entregando su apoyo a Michelle Bachelet, quien resultaría elegida en la segunda vuelta presidencial del año 2006.
El 26 de mayo de 2017 Canal 13 comenzó a transmitir su señal digital en el Gran Valparaíso y el 12 de junio de ese año comenzó a emitir su noticiario regional en la señal digital.
El fin de transmisiones del noticiero regional de Canal 13 Valparaíso —el último centro de prensa en regiones de la estación— ocurrió el 23 de agosto de 2019. La medida tiene que ver con una nueva forma de trabajo del área de prensa, que busca potenciar las multiplataformas.

## Programas
- Teletrece Valparaíso
- El Tiempo (Región de Valparaíso)
- Teletrece Tarde Valparaíso

## Periodistas
- Germán Gatica Bravo (Editor)
- Daniela Arancibia
- Francisco Acevedo
- Valeria Cabello
- Carlos Caucota
- Stephanie Zamora

## Equipo Dirección
- Claudio Donoso: Jefe de Área
- Mauricio Vásquez: Director
- Mauricio Retamal: Asistente de Dirección

## Camarógrafos
- Patricio Hernández
- Waldo Vergara
- Juan Correa
- Claudio Donoso